# Mythimna hannemanni
Mythimna hannemanni es una heterocera de la familia Noctuidae. Se encuentra en Taiwán.
La longitud de las alas anteriores es 15,3-16,2 mm. Las alas anteriores son de color amarillo, con tintes rojizos. Las alas posteriores son más oscuras en la mitad externa y el área basal es ligeramente blanquecina.